# ایگور ایوانوف
ایگور ایوانوف (روسی: И́горь Серге́евич Ивано́в؛ زادهٔ ۲۳ سپتامبر ۱۹۴۵) یک دیپلمات و سیاست‌مدار اهل روسیه است.
وی همچنین برنده جوایزی همچون قهرمان فدراسیون روسیه شده است.